# The Best Little Whorehouse in Texas
The Best Little Whorehouse in Texas è un musical con libretto di Larry L. King e Peeter Masterson e musica e versi di Carol Hall. Il musical, liberamente ispirato a fatti realmente accaduti, ha debuttato a Broadway nel 1978 ed è rimasto in scena per più di millecinquecento repliche.

## Trama
Mona Stangley è la tenutaria di Chicken Ranch, un bordello in funzione da oltre un secolo in Texas. La sua attività è tollerata dalla comunità e dallo sceriffo, con cui Mona ha avuto una storia, finché il reporter Melvin P. Thorpe non scatena una crociata mediatica perché il casino venga considerato illegale a tutti gli effetti.

## Brani musicali
Primo Atto
- "Prologue"
- "20 Fans"
- "A Lil' Ole Bitty Pissant Country Place"
- "Girl, You're a Woman"
- "Watch Dog Theme"
- "Texas Has a Whorehouse in It"
- "Twenty Four Hours of Lovin'"
- "Watch Dog Theme" (Reprise)
- "Texas Has a Whorehouse in It"
- "Doatsy Mae"
- "Angelette March"
- "The Aggie Song"
- "The Bus from Amarillo"

Secondo Atto
- "The Sidestep"
- "No Lies"
- "Good Old Girl"
- "Hard Candy Christmas"
- "Finale" – Company